# Jetmore
Jetmore – miasto w Stanach Zjednoczonych, w stanie Kansas, siedziba administracyjna hrabstwa Hodgeman.